# Емејас (Пенсилванија)
Емејас (енгл. Emmaus) град је у америчкој савезној држави Пенсилванија.

## Демографија
По попису из 2010. године број становника је 11.211, што је 102 (-0,9%) становника мање него 2000. године.
| Група             | 2000.          | 2010.          |
| Белци             | 10.785 (95,3%) | 10.220 (91,2%) |
| Афроамериканци    | 79 (0,7%)      | 175 (1,6%)     |
| Азијати           | 205 (1,8%)     | 164 (1,5%)     |
| Хиспаноамериканци | 171 (1,5%)     | 529 (4,7%)     |
| Укупно            | 11.313         | 11.211         |